# Coppa del Mondo di bob 2017

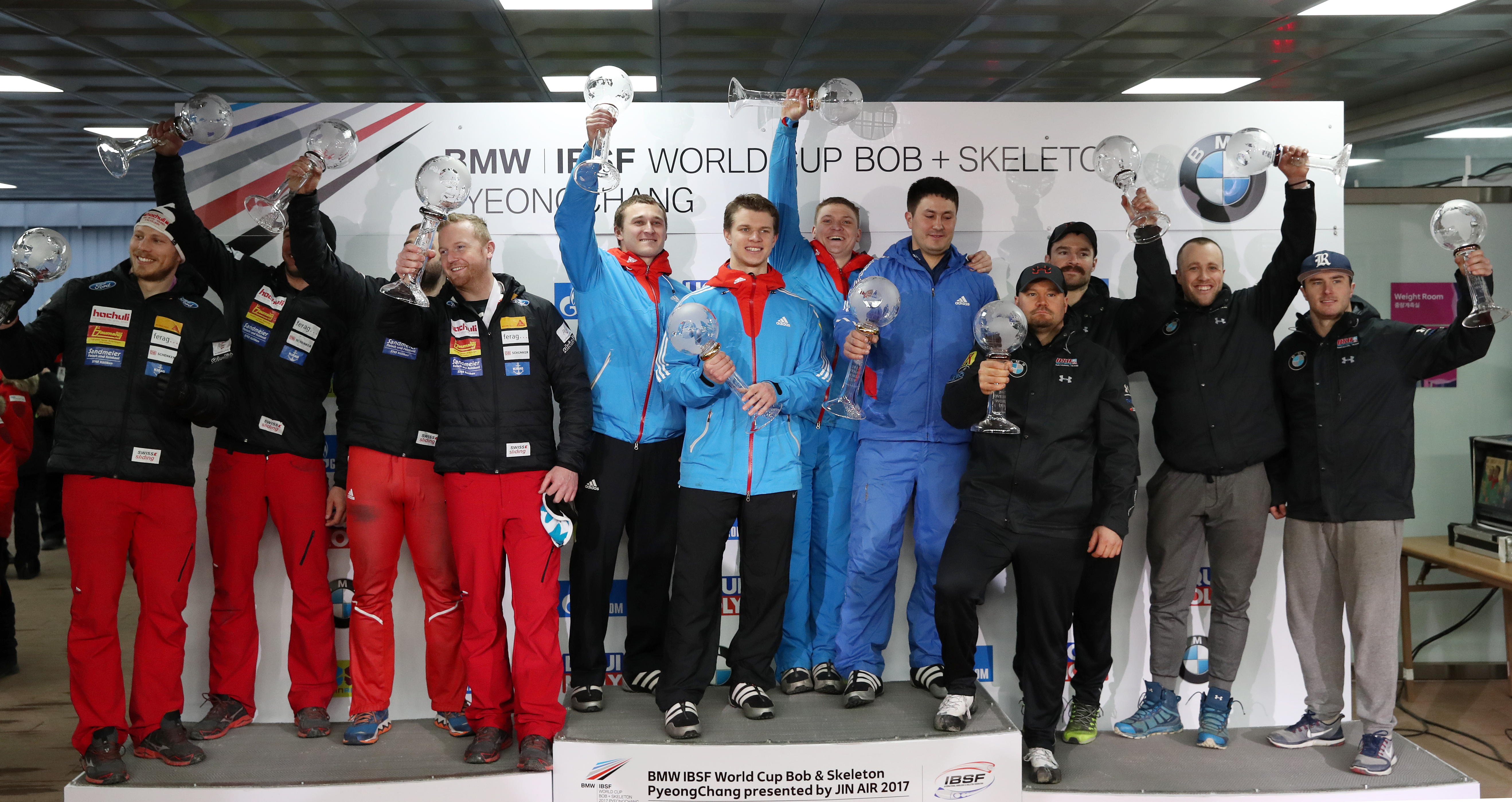
Aleksandr Kas'janov, Rico Peter e Steven Holcomb (rispettivamente ottavo, quarto e nono da sinistra), sul podio della classifica generale del bob a quattro a fine stagione con i loro equipaggi, Pyeongchang, Corea del Sud

La Coppa del Mondo di bob 2016/17, trentatreesima edizione della manifestazione organizzata dalla Federazione Internazionale di Bob e Skeleton, è iniziata il  2 dicembre 2016 a Whistler, in Canada e si è conclusa il 19 marzo 2017 a Pyeongchang, Corea del Sud, futura sede dei XXIII Giochi olimpici invernali nel 2018; sono state disputate ventiquattro gare: sedici per gli uomini e otto per le donne. Come di consueto essa si è svolta in parallelo alla Coppa del Mondo di skeleton.
Nel corso della stagione si sono tenuti i campionati mondiali di Schönau am Königssee 2017, in Germania. La rassegna iridata avrebbe dovuto svolgersi inizialmente a Soči in Russia tuttavia, a seguito della vicenda doping che ha coinvolto numerosi atleti russi tramite il noto rapporto della Agenzia Mondiale Antidoping (WADA) presentato da Richard McLaren nel luglio 2016, la IBSF ha deciso prima di spostare la manifestazione e poi, in data 19 dicembre 2016, di assegnarla alla località bavarese. La competizione non fu valida ai fini della Coppa del Mondo); la tappa di Winterberg invece ha assegnato anche il titolo europeo.
Vincitori delle coppe di cristallo generali, trofeo conferito ai piloti classificati per primi nel circuito, sono stati il tedesco Francesco Friedrich nel bob a due maschile, il russo Aleksandr Kas'janov nel bob a quattro e la statunitense Jamie Greubel-Poser nel bob a due femminile, tutti quanti alla loro prima vittoria nel massimo circuito mondiale. Alla luce dei risultati conseguiti in entrambe le discipline, Friedrich ha fatto suo anche il trofeo della combinata maschile (sopravanzando di soli tre punti lo stesso Kas'janov) nonché lo Slam stagionale nel bob a due avendo vinto anche i titoli mondiale ed europeo di specialità nel 2017.

## Risultati

### Uomini
| Data             | Località             | Specialità | Primi classificati                                                             | Secondi classificati                                                                   | Terzi classificati                                                            |
| ---------------- | -------------------- | ---------- | ------------------------------------------------------------------------------ | -------------------------------------------------------------------------------------- | ----------------------------------------------------------------------------- |
| 2 dicembre 2016  | Whistler             | A due      | Francesco Friedrich Thorsten Margis Germania                                   | Rico Peter Thomas Amrhein Svizzera                                                     | Won Yun-jong Seo Young-woo Corea del Sud                                      |
| 3 dicembre 2016  | Whistler             | A quattro  | Aleksandr Kas'janov Aleksej Zajcev Aleksej Puškarëv Maksim Belugin Russia      | Rico Peter Bror van der Zijde Simon Friedli Thomas Amrhein Svizzera                    | Johannes Lochner Matthias Kagerhuber Sebastian Mrowka Christian Rasp Germania |
| 16 dicembre 2016 | Lake Placid          | A due      | Steven Holcomb Samuel McGuffie Stati Uniti                                     | Justin Kripps Jesse Lumsden Canada                                                     | Chris Spring Lascelles Brown Canada                                           |
| 17 dicembre 2016 | Lake Placid          | A quattro  | Rico Peter Bror van der Zijde Simon Friedli Thomas Amrhein Svizzera            | Steven Holcomb Carlo Valdes James Reed Samuel McGuffie Stati Uniti                     | Chris Spring Cameron Stones Lascelles Brown Samuel Giguere Canada             |
| 7 gennaio 2017   | Altenberg            | A due      | Francesco Friedrich Martin Grothkopp Germania                                  | Aleksandr Kas'janov Aleksej Puškarëv Russia                                            | Oskars Ķibermanis Matīss Miknis Lettonia                                      |
| 8 gennaio 2017   | Altenberg            | A quattro  | Johannes Lochner Sebastian Mrowka Joshua Bluhm Christian Rasp Germania         | Aleksandr Kas'janov Aleksej Zajcev Aleksej Puškarëv Maksim Belugin Russia              | Francesco Friedrich Candy Bauer Martin Grothkopp Thorsten Margis Germania     |
| 14 gennaio 2017  | Winterberg           | A due      | Francesco Friedrich Thorsten Margis Germania                                   | Johannes Lochner Joshua Bluhm Germania                                                 | Oskars Ķibermanis Matīss Miknis Lettonia                                      |
| 15 gennaio 2017  | Winterberg           | A quattro  | Johannes Lochner Sebastian Mrowka Joshua Bluhm Christian Rasp Germania         | Nico Walther Kevin Kuske Kevin Korona Eric Franke Germania                             | Benjamin Maier Stefan Laussegger Markus Sammer Dănuț Ion Moldovan Austria     |
| 21 gennaio 2017  | St. Moritz           | A due      | Johannes Lochner Christian Rasp Germania                                       | Francesco Friedrich Martin Grothkopp Germania                                          | Steven Holcomb Carlo Valdes Stati Uniti                                       |
| 22 gennaio 2017  | St. Moritz           | A quattro  | Oskars Ķibermanis Jānis Jansons Matīss Miknis Raivis Zīrups Lettonia           | Oskars Melbārdis Daumants Dreiškens Arvis Vilkaste Jānis Strenga Lettonia              | Francesco Friedrich Candy Bauer Martin Grothkopp Thorsten Margis Germania     |
| 28 gennaio 2017  | Schönau am Königssee | A due      | Johannes Lochner Joshua Bluhm Germania                                         | Steven Holcomb Carlo Valdes Stati Uniti e Francesco Friedrich Thorsten Margis Germania | non assegnato                                                                 |
| 29 gennaio 2017  | Schönau am Königssee | A quattro  | Johannes Lochner Matthias Kagerhuber Joshua Bluhm Christian Rasp Germania      | Nico Walther Kevin Kuske Kevin Korona Eric Franke Germania                             | Aleksej Stul'nev Il'vir Chuzin Maksim Belugin Roman Košelev Russia            |
| 4 febbraio 2017  | Igls                 | A due      | Francesco Friedrich Thorsten Margis Germania                                   | Oskars Melbārdis Jānis Strenga Lettonia                                                | Benjamin Maier Markus Sammer Austria                                          |
| 5 febbraio 2017  | Igls                 | A quattro  | Oskars Melbārdis Daumants Dreiškens Arvis Vilkaste Jānis Strenga Lettonia      | Rico Peter Simon Friedli Alex Baumann Thomas Amrhein Svizzera                          | Steven Holcomb Carlo Valdes James Reed Samuel McGuffie Stati Uniti            |
| 18 marzo 2017    | Pyeongchang          | A due      | Francesco Friedrich Thorsten Margis Germania                                   | Oskars Ķibermanis Matīss Miknis Lettonia                                               | Johannes Lochner Joshua Bluhm Germania                                        |
| 19 marzo 2017    | Pyeongchang          | A quattro  | Aleksandr Kas'janov Aleksej Puškarëv Vasilij Kondratenko Aleksej Zajcev Russia | Rico Peter Bror van der Zijde Alex Baumann Thomas Amrhein Svizzera                     | Oskars Ķibermanis Jānis Jansons Matīss Miknis Raivis Zīrups Lettonia          |

### Donne
| Data             | Località             | Specialità | Prime classificate                            | Seconde classificate                        | Terze classificate                           |
| ---------------- | -------------------- | ---------- | --------------------------------------------- | ------------------------------------------- | -------------------------------------------- |
| 3 dicembre 2016  | Whistler             | A due      | Kaillie Humphries Cynthia Appiah Canada       | Christina Hengster Sanne Dekker Austria     | Jamie Greubel-Poser Lauren Gibbs Stati Uniti |
| 16 dicembre 2016 | Lake Placid          | A due      | Jamie Greubel-Poser Aja Evans Stati Uniti     | Elana Meyers-Taylor Lolo Jones Stati Uniti  | Kaillie Humphries Cynthia Appiah Canada      |
| 6 gennaio 2017   | Altenberg            | A due      | Kaillie Humphries Melissa Lotholz Canada      | Elana Meyers-Taylor Kehri Jones Stati Uniti | Christina Hengster Sanne Dekker Austria      |
| 13 gennaio 2017  | Winterberg           | A due      | Elana Meyers-Taylor Kehri Jones Stati Uniti   | Mariama Jamanka Annika Drazek Germania      | Jamie Greubel-Poser Aja Evans Stati Uniti    |
| 21 gennaio 2017  | St. Moritz           | A due      | Elana Meyers-Taylor Briauna Jones Stati Uniti | Kaillie Humphries Melissa Lotholz Canada    | Jamie Greubel-Poser Lauren Gibbs Stati Uniti |
| 27 gennaio 2017  | Schönau am Königssee | A due      | Elana Meyers-Taylor Kehri Jones Stati Uniti   | Jamie Greubel-Poser Aja Evans Stati Uniti   | Mariama Jamanka Annika Drazek Germania       |
| 4 febbraio 2017  | Igls                 | A due      | Elana Meyers-Taylor Lolo Jones Stati Uniti    | Kaillie Humphries Melissa Lotholz Canada    | Jamie Greubel-Poser Aja Evans Stati Uniti    |
| 18 marzo 2017    | Pyeongchang          | A due      | Jamie Greubel-Poser Aja Evans Stati Uniti     | Elana Meyers-Taylor Lolo Jones Stati Uniti  | Alysia Rissling Cynthia Appiah Canada        |

## Classifiche

### Bob a due uomini
| Pos. | Nome pilota         | Nazione       | WHI | LAK | ALT | WIN | STM | KÖN | IGL | PYE | Totale |
| ---- | ------------------- | ------------- | --- | --- | --- | --- | --- | --- | --- | --- | ------ |
| 1    | Francesco Friedrich | Germania      | 1   | -   | 1   | 1   | 2   | 2   | 1   | 1   | 1545   |
| 2    | Steven Holcomb      | Stati Uniti   | 11  | 1   | 8   | 10  | 3   | 2   | 10  | 14  | 1331   |
| 3    | Won Yun-jong        | Corea del Sud | 3   | 4   | 5   | 8   | 8   | 16  | 11  | 5   | 1312   |
| 4    | Johannes Lochner    | Germania      | 4   | -   | 11  | 2   | 1   | 1   | 16  | 3   | 1284   |
| 5    | Aleksandr Kas'janov | Russia        | 9   | 5   | 2   | 9   | 9   | 10  | 6   | 16  | 1266   |
| 6    | Aleksej Stul'nev    | Russia        | 8   | 9   | 7   | 4   | 11  | 4   | 17  | 13  | 1208   |
| 7    | Benjamin Maier      | Austria       | 17  | 12  | 4   | 7   | 7   | 7   | 3   | 25  | 1152   |
| 8    | Oskars Ķibermanis   | Lettonia      | -   | -   | 3   | 3   | 5   | 5   | 8   | 2   | 1138   |
| 9    | Justin Kripps       | Canada        | 4   | 2   | 14  | 18  | 21  | 11  | 5   | 8   | 1136   |
| 10   | Rico Peter          | Svizzera      | 2   | 6   | 10  | 5   | 15  | 12  | 19  | 23  | 1070   |

### Bob a quattro uomini
| Pos. | Nome pilota         | Nazione     | WHI | LAK | ALT | WIN | STM | KÖN | IGL | PYE | Totale |
| ---- | ------------------- | ----------- | --- | --- | --- | --- | --- | --- | --- | --- | ------ |
| 1    | Aleksandr Kas'janov | Russia      | 1   | 8   | 2   | 4   | 8   | 6   | 9   | 1   | 1500   |
| 2    | Rico Peter          | Svizzera    | 2   | 1   | 5   | 14  | 5   | 11  | 2   | 2   | 1471   |
| 3    | Steven Holcomb      | Stati Uniti | 4   | 2   | 9   | 7   | 15  | 4   | 3   | 10  | 1362   |
| 4    | Aleksej Stul'nev    | Russia      | 8   | 7   | 8   | 5   | 9   | 3   | 5   | 19  | 1282   |
| 5    | Nico Walther        | Germania    | 10  | -   | 6   | 2   | 7   | 2   | 6   | 5   | 1268   |
| 6    | Johannes Lochner    | Germania    | 3   | -   | 1   | 1   | 4   | 1   | DSQ | 6   | 1243   |
| 7    | Francesco Friedrich | Germania    | 12  | -   | 3   | 5   | 3   | 5   | 4   | 11  | 1224   |
| 8    | Benjamin Maier      | Austria     | 13  | 10  | 4   | 3   | 11  | 9   | 14  | 16  | 1152   |
| 9    | Maksim Andrianov    | Russia      | 7   | 16  | 10  | 8   | 10  | 8   | 11  | 12  | 1136   |
| 10   | Justin Kripps       | Canada      | 5   | 9   | 14  | 9   | 16  | 16  | 7   | 9   | 1112   |

### Combinata uomini
| Pos. | Nome pilota         | Nazione     | WHI     | LAK     | ALT     | WIN    | STM     | KÖN     | IGL      | PYE     | Totale |
| ---- | ------------------- | ----------- | ------- | ------- | ------- | ------ | ------- | ------- | -------- | ------- | ------ |
| 1    | Francesco Friedrich | Germania    | 1 / 12  | -       | 1 / 3   | 1 / 5  | 2 / 3   | 2 / 5   | 1 / 4    | 1 / 11  | 2769   |
| 2    | Aleksandr Kas'janov | Russia      | 9 / 1   | 5 / 8   | 2 / 2   | 9 / 4  | 9 / 8   | 10 / 6  | 6 / 9    | 16 / 1  | 2766   |
| 3    | Steven Holcomb      | Stati Uniti | 11 / 4  | 1 / 2   | 8 / 9   | 10 / 7 | 3 / 15  | 2 / 4   | 10 / 3   | 14 / 10 | 2693   |
| 4    | Rico Peter          | Svizzera    | 2 / 2   | 6 / 1   | 10 / 5  | 5 / 14 | 15 / 5  | 12 / 11 | 19 / 2   | 23 / 2  | 2541   |
| 5    | Johannes Lochner    | Germania    | 4 / 3   | -       | 11 / 1  | 2 / 1  | 1 / 4   | 1 / 1   | 16 / DSQ | 3 / 6   | 2527   |
| 6    | Aleksej Stul'nev    | Russia      | 8 / 8   | 9 / 7   | 7 / 8   | 4 / 5  | 11 / 9  | 4 / 3   | 17 / 5   | 13 / 19 | 2490   |
| 7    | Benjamin Maier      | Austria     | 17 / 13 | 12 / 10 | 4 / 4   | 7 / 3  | 7 / 11  | 7 / 9   | 3 / 14   | 25 / 16 | 2304   |
| 8    | Justin Kripps       | Canada      | 4 / 5   | 2 / 9   | 14 / 14 | 18 / 9 | 21 / 16 | 11 / 16 | 5 / 7    | 8 / 9   | 2248   |
| 9    | Nico Walther        | Germania    | 15 / 10 | -       | 6 / 6   | 13 / 2 | 4 / 7   | 13 / 2  | 15 / 6   | 11 / 5  | 2220   |
| 10   | Oskars Ķibermanis   | Lettonia    | -       | -       | 3 / 7   | 3 / 10 | 5 / 1   | 5 / 14  | 8 / 8    | 2 / 3   | 2147   |

### Bob donne
| Pos. | Nome pilota          | Nazione     | WHI | LAK | ALT | WIN | STM | KÖN | IGL | PYE | Totale |
| ---- | -------------------- | ----------- | --- | --- | --- | --- | --- | --- | --- | --- | ------ |
| 1    | Jamie Greubel-Poser  | Stati Uniti | 3   | 1   | 5   | 3   | 3   | 2   | 3   | 1   | 1644   |
| 2    | Kaillie Humphries    | Canada      | 1   | 3   | 1   | 5   | 2   | 4   | 2   | 5   | 1630   |
| 3    | Elana Meyers-Taylor  | Stati Uniti | DSQ | 2   | 2   | 1   | 1   | 1   | 1   | 2   | 1530   |
| 4    | Christina Hengster   | Austria     | 2   | 6   | 3   | 6   | 5   | 8   | 8   | 12  | 1394   |
| 5    | Nadežda Sergeeva     | Russia      | 5   | 9   | 9   | 4   | 6   | 5   | 10  | 6   | 1360   |
| 6    | Aleksandra Rodionova | Russia      | 6   | 7   | 7   | 7   | 10  | 7   | 7   | 13  | 1280   |
| 7    | Mariama Jamanka      | Germania    | 11  | -   | 10  | 2   | 4   | 3   | 5   | 4   | 1258   |
| 8    | Alysia Rissling      | Canada      | 4   | 5   | -   | 11  | -   | 9   | 9   | 3   | 1016   |
| 9    | Brittany Reinbolt    | Stati Uniti | 7   | 4   | -   | 13  | 14  | 15  | 6   | 11  | 1008   |
| 10   | Elfje Willemsen      | Belgio      | -   | -   | 6   | 8   | 9   | 6   | 14  | 14  | 888    |